# Alojzy Maria Palazzolo
Alojzy Maria Palazzolo (ur. 10 grudnia 1827 w Bergamo, zm. 15 czerwca 1886 tamże) – włoski ksiądz, duszpasterz młodzieży, założyciel zgromadzeń Braci Świętej Rodziny i Małych Sióstr Ubogich, święty Kościoła katolickiego.

## Życiorys
Jego ojciec zmarł, gdy miał 10 lat. Od bogobojnej matki otrzymał chrześcijańskie wychowanie z naciskiem na opiekę nad ubogimi i chorymi. Wstąpił do seminarium w Bergamo w 1844 roku. 23 czerwca 1850, z rąk biskupa Bergamo, otrzymał święcenia kapłańskie i od razu powierzono mu apostolstwo w parafii św. Aleksandra w Colonni, a następnie kościele św. Bernardyna. W 1855 został ich rektorem. W kilka lat później, wraz z Teresą Gabrieli, założył zgromadzenie sióstr najuboższych (wł.) Suore delle Poverelle (Institutum Sororum Paupercularum), którego został pierwszym przełożonym. Konstytucję zgromadzenia zatwierdził biskup Bergamo Guindani, a przez Stolicę Apostolską zgromadzenie zostało zaaprobowane w 1912 roku w czasie pontyfikatu Piusa X.
4 października 1872 Palazzolo założył również zgromadzenie Braci Świętej Rodziny, wł. Fratelli della S. Famiglia (łac. Congregatio a Sacra Familia, CSF) z siedzibą w Torre Boldone opiekujące się osieroconymi chłopcami, ale instytut ten przetrwał tylko do 1928 roku. „Siostry Poverelle” natomiast zakładały kolejne domy w prowincjach: Bergamo, Vicenza i Brescia. Obecnie działają również na terenach: Luksemburga, Szwajcarii, Francji, a także w Afryce. Alojzy Palazzolo był również założycielem szkoły wieczorowej dla młodzieży pracującej.
Zmarł 15 czerwca 1886 roku mając 58 lat. Pochowany został na cmentarzu św. Jerzego w Bergamo. 4 stycznia 1904 jego ciało zostało przeniesione do głównego kościoła Instytutu.

## Kult
Został beatyfikowany przez papieża Jana XXIII w dniu 19 marca 1963 roku.
28 listopada 2019 został podpisany przez papieża Franciszka dekret uznający cud za wstawiennictwem błogosławionego, co otwiera drogę do jego kanonizacji. Data uroczystości miała zostać ogłoszona na konsystorzu, który odbył się 3 maja 2021, lecz zostanie ogłoszona w innym terminie. 9 listopada 2021 Stolica Apostolska podała informacje o terminie uroczystości, podczas której nastąpi kanonizacja Alojzego Marię Palazzolo i sześciu innych błogosławionych. 
15 maja 2022, podczas uroczystej mszy św. na placu świętego Piotra, papież Franciszek dokonał pierwszej od czasu pandemii COVID-19 i pierwszej od października 2019 kanonizacji bł. Alojzego Marii Palazzolo i dziewięciu innych błogosławionych, wpisując go w poczet świętych Kościoła katolickiego.
Jego wspomnienie liturgiczne obchodzone jest w dies natalis (15 czerwca).